# クリスティアン・シュテーブライン

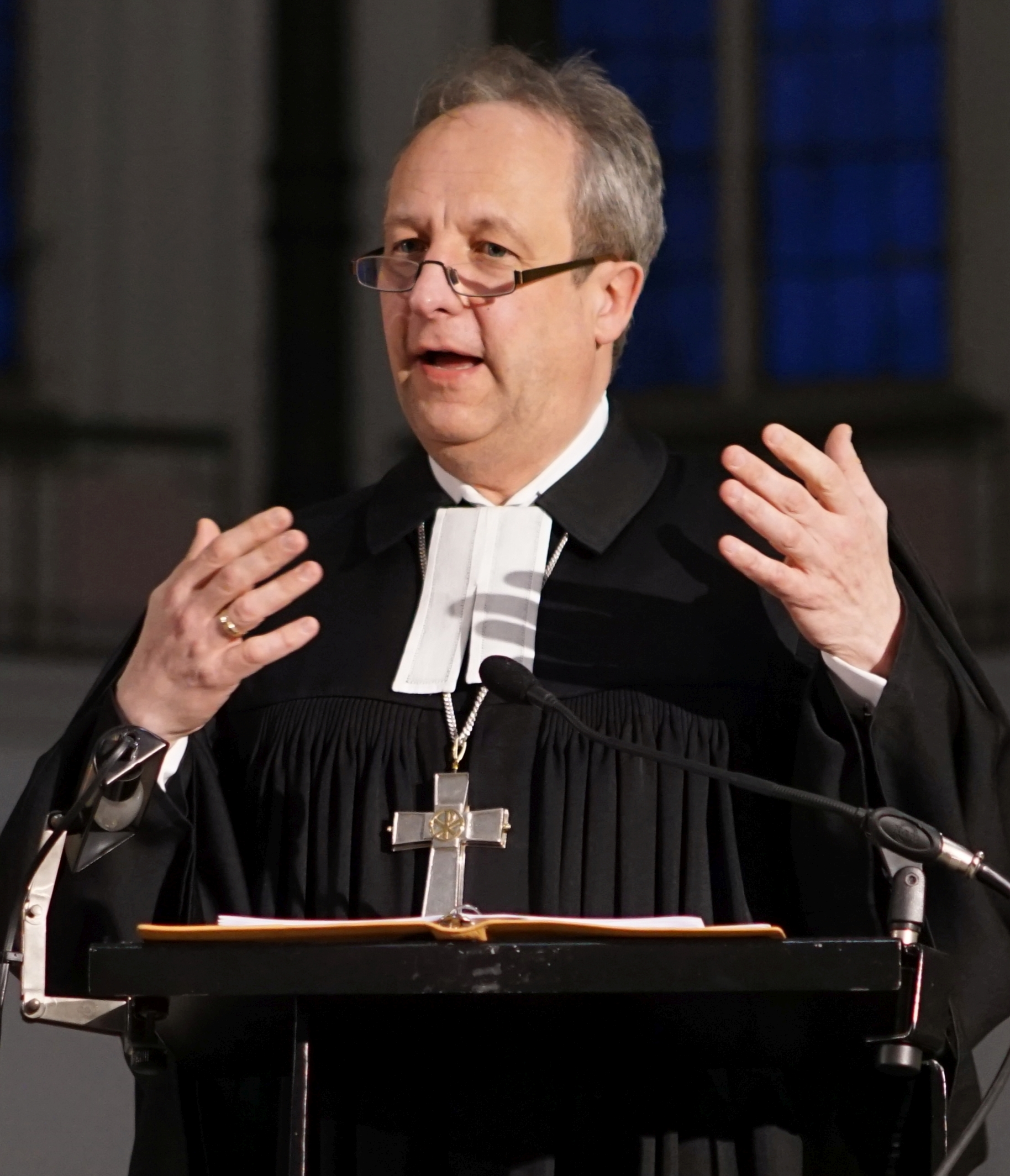
クリスティアン・
シュテーブライン州教会監督

クリスティアン・シュテーブライン（ドイツ語:  Christian Stäblein , 1967年 11月1日 ニーダーザクセン州 バート・ピルモント - )はドイツのルター派福音主義神学者。2019年11月16日、ベルリン＝ブランデンブルク＝シュレージシェ・オーバーラウジッツ福音主義教会 (EKBO) の監督に就任した。

## 経歴

### 出自、修業時代、ルター派牧師に任職
クリスティアン・シュテーブラインはレナーテ・レーアの息子であるが、ルター派牧師オダ＝ケビーネ・ホルツ＝シュテーブラインの継子でもある。クリスティアン・シュテーブラインはハノーファーで育つ。アビトゥーア合格後は法学を専攻したが、福音主義神学の学びも始めた。関連科目として、ユダヤ学、哲学、歴史学をゲッティンゲン大学、ベルリン大学、エルサレムのヘブライ大学で履修した。諸大学での学びの後、第1次、第2次神学試験に合格し、ニーダーザクセン州パイネ郡にあるルター派レンゲーデ教会共同体の牧師に任職した。
2001年から2005年までゲッティンゲン大学実践神学講座の学術助手を務めながら、学位請求論文「ホロコースト以後の説教」によって、2002年に同大学から神学博士号が授与された。
2005年4月からニーンブルク/ヴェーザーにある聖マルティン教会の牧師に就任。2007年12月、レーブルク＝ロックム市にあるハノーファー福音ルター派州教会ロックム説教ゼミナールから学術ディレクターとして招聘され、2008年4月に就任した。彼の在任中、この説教ゼミナールはニーダーザクセン州とブレーメン州にある福音主義教会の合同研修施設として発展した。2013年から2018年はじめまで、『ゲッティンゲン説教黙想』の共同編集人に加わった。2018年秋から説教黙想雑誌の編集発行を担っている。

### ベルリン＝ブランデンブルク＝シュレージシェ・オーバーラウジッツ福音主義教会  (EKBO)
2014年11月14日、ベルリン＝ブランデンブルク＝シュレージシェ・オーバーラウジッツ福音主義教会 (EKBO)総会が開催され、クリスティアン・シュテーブラインは第1回投票の段階で監督補佐 (総教区長)に選出された。彼は監督補佐 (総教区長)として、州教会高等参事会で神学問題 (神学問題、教会生活、エキュメニズム、海外宣教、教会福祉事業、広報)の担当になった 。2015年8月16日に、クリスティアン・シュテーブラインは監督補佐 (総教区長)に就任した。監督補佐 (総教区長)就任式は2015年9月4日にフリードリヒスハイン＝クロイツベルク区の聖バルトロメオ教会でおこなわれた。

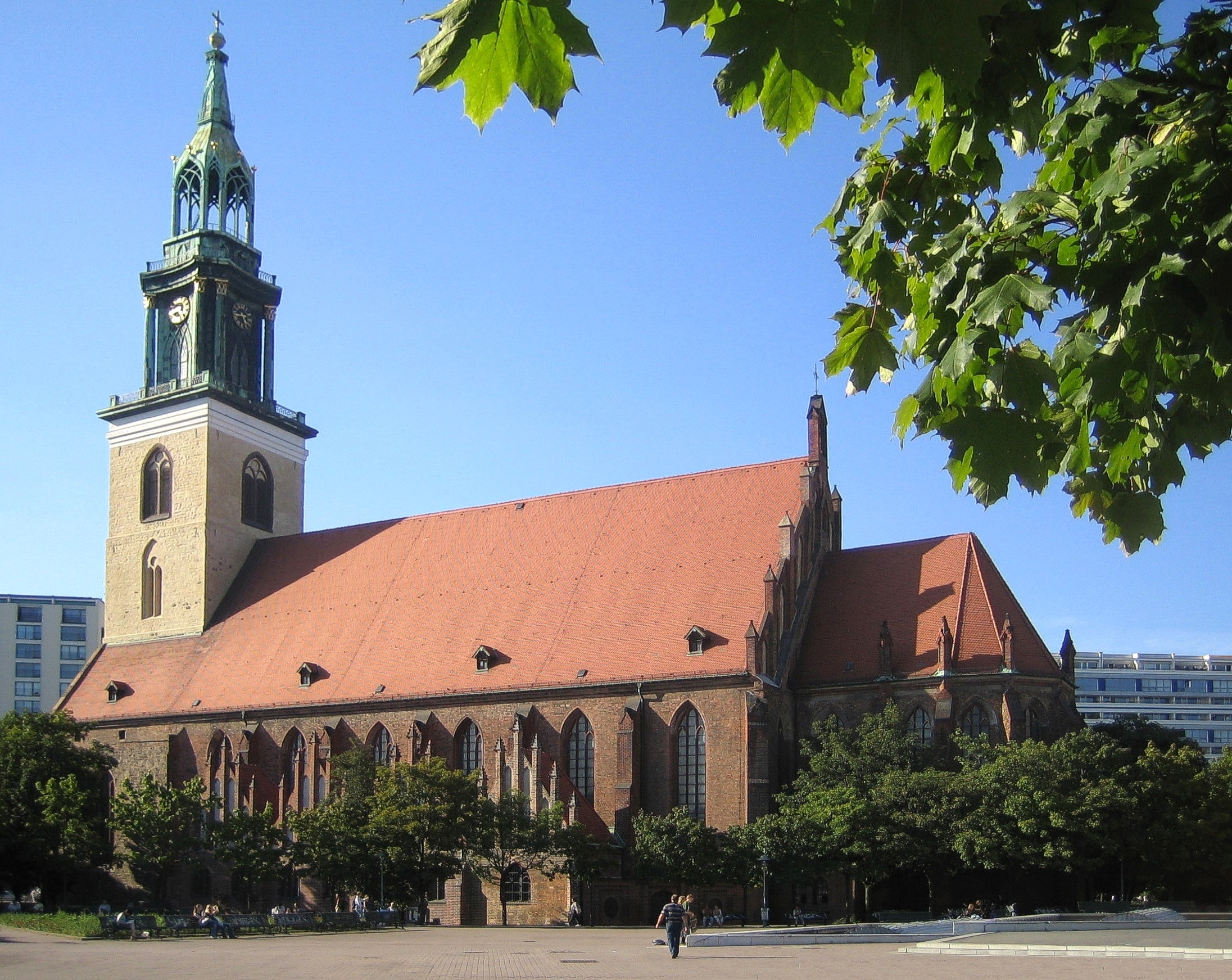
マリーエン教会

2019年4月5日、マルクス・ドレーゲ 州教会監督の後任を選ぶベルリン＝ブランデンブルク＝シュレージシェ・オーバーラウジッツ福音主義教会 (EKBO)総会が開催され、クリスティアン・シュテーブラインは第2回投票において、必要な3分の2の支持票を獲得し、州教会監督に選出された。
2019年11月16日、ミッテ区にあるマリーエン教会でクリスティアン・シュテーブラインの州教会監督就任式がおこなわれた。
クリスティアン・シュテーブラインは既婚者であり、4人の子供がいる。

## 公職
- ベルリン＝ブランデンブルク＝シュレージシェ・オーバーラウジッツ福音主義教会 (EKBO)総会議員

- ベルリン＝ブランデンブルク＝シュレージシェ・オーバーラウジッツ福音主義教会 (EKBO)常議員会議長
- ベルリン福音主義専門大学 (EHB)理事長
- 「 教会とユダヤ教」研究所理事長
- ベルリン福音主義アカデミー運営委員
- ベルリン・テルトウ・ディアコニア会館運営理事
- 福音主義広報連盟(EPV) 経営委員会・ベルリン＝ブランデンブルク＝シュレージシェ・オーバーラウジッツ福音主義教会代表

## 著作
- Predigen nach dem Holocaust. Das jüdische Gegenüber in der evangelischen Predigtlehre nach 1945. Göttingen 2004, ISBN 978-3-525-62381-7.
- mit Alexander Deeg und Michael Meyer-Blanck: Präsent predigen. Eine Streitschrift wider die Ideologisierung der „freien“ Kanzelrede. Göttingen 2011, ISBN 978-3-525-62001-4.
- mit Traugott Wrede: Lieder, Licht und Leidenschaft. Qualität im Kirchenraum. Hannover 2012, ISBN 978-3-7859-1049-8.
- mit Jochen Arnold und Frank Fuchs, Dem Leben auf der Spur. Mit Literaturgottesdiensten durch das Kirchenjahr. Hannover 2013, ISBN 978-3-7859-1088-7.
- mit Arend de Vries: Buß-Bilder. Johanneskapelle Kloster Loccum, Hannover 2013, ISBN 978-3-7859-1138-9.
- mit Horst Hirschler und Hans Otte: Wort halten – gestern, heute, morgen. Festschrift zum 850-jährigen Jubiläum des Klosters Loccum. Göttingen 2013 ISBN 978-3-525-55066-3.
- mit Christina-Maria Bammel: Gott und das Virus. Ein Gespräch zu Corona-Zeiten. Berlin 2020, ISBN 978-3-88981-458-6.
- Ostern: Fest des Sehens. „Harbingers of Resurrection“ von Nikolai Nikolaevich Ge (1867), in: Hans-Georg Ulrichs (Hg.) Bilder predigen. Gottesdienste mit Kunstwerken, (Dienst am Wort Band 152), Göttingen, 2013, S. 47–55

- Die Zukunft des besonderen Verhältnisses zwischen Staat und Kirche in Deutschland. Eine praktisch-theologische und politische Diagnose, Zeitschrift für Evangelisches Kirchenrecht 60 (2/2015), S. 131–146 2

- Bekenntnis und Kirchenrecht. Am Beispiel der Gleichstellung der Segnung eines Paares in eingetragener Lebenspartnerschaft mit Traugottesdiensten, Zeitschrift für Evangelisches Kirchenrecht, 62 (1/2017), S. 27–40